# Фризе, Янтье
Янтье Фризе (род. 1977) - немецкая кинопродюсер и сценаристка, известная по совместному созданию сериалов Netflix "Тьма" (2017-2020) и "1899" (2022) со своим творческим и романтическим партнером Бараном бо Одаром.

## Биография
Янтье Фризе изучала продюсирование и медиа-менеджмент в Мюнхенском университете телевидения и кино. После окончания университета она работала продюсером в кинокомпаниях Made in Munich Film Production и Neue Sentimental Film Berlin. В 2010 году она была менеджером по производству художественного фильма "Тишина" вместе со своим партнером Бараном бо Одаром.
Вместо они написали сценарий к фильму "Кто я – ни одна система не безопасна" (2014), режиссером которого стал Одар. Этот сценарий был номинирован на премию Deutscher Filmpreis в 2015 году.
Благодаря этому фильму Netflix узнал о Фризе и Одаре и предложил им обоим снять сериал по мотивам фильма. Вместо этого Фризе и Одар совместно разработали первый немецкий сериал Netflix "Тьма", премьера которого состоялась 1 декабря 2017 года. В 2018 году Фризе была удостоена Grimme-Preis, самой престижной телевизионной премии Германии, за сценарий к 1-му сезону "Тьмы". 21 июня 2019 года был выпущен 2-й сезон "Тьмы", который был продлен на третий сезон, который вышел 27 июня 2020 года.
Перед выходом третьего сезона "Тьмы" Фризе и Одар анонсировали свой следующий сериал "1899". Премьера первых двух серий состоялась на Международном кинофестивале в Торонто в сентябре 2022 года. Полный сезон вышел 17 ноября 2022 года на Netflix. У создателей были идеи еще на два сезона, но в январе 2023 сериал был закрыт.

## Избранная фильмография
| Год       | Название                             | Примечания |
| --------- | ------------------------------------ | ---------- |
| 2014      | Кто я – ни одна система не безопасна |            |
| 2017–2020 | Тьма                                 | сериал     |
| 2022      | 1899                                 | сериал     |
| TBA       | TYLL                                 | сериал     |

## Внешние ссылки
- Фризе, Янтье (англ.) на сайте Internet Movie Database